# Everyday Rebellion
Everyday Rebellion ist ein Film von Arash T. Riahi und Arman T. Riahi und feierte am 13. November 2013 auf der CPH:DOX in Dänemark Premiere.

## Handlung
Überall auf der Welt organisieren sich friedvolle Bewegungen, um für Umbrüche in der Gesellschaft zu protestieren.

## Rezeption
Everyday Rebellion wurde in der Presse verschieden aufgenommen.

„Ein Loblied auf gewaltfreien Aktivismus“

### Preise
Everyday Rebellion wurde mit verschiedenen Preisen ausgezeichnet.
- 2014: Civis Online Medienpreis für Integration und kulturelle Vielfalt in Europa
- 2014: Cinema For Peace Award
- 2014: fünf seen film festival, Horizonte Filmpreis
- 2014: Publikumspreis Biografilmfestival Bologna
- 2013: Best Transmedia B3 Biennale des bewegten Bildes Frankfurt
- 2013: CPH:DOX Kopenhagen, Publikumspreis